# Бастия-3
Бастия-3 (фр. Bastia-3) — кантон во Франции, находится в регионе Корсика, департамент Верхняя Корсика. Входит в состав округа Бастия.
Код INSEE кантона — 2B03. В кантон Бастия-3 входит часть коммуны Бастия.

## История
Кантон был создан 18 августа 1973 года, он назвался Бастия-3 (Туретта). В кантон входила часть коммуны Бастия.
По закону от 17 мая 2013 и декрету от 14 февраля 2014 года количество кантонов в департаменте Верхняя Корсика уменьшилось с 30 до 15. Новое территориальное деление департаментов на кантоны вступило в силу во время выборов 2015 года. Таким образом, часть коммуны Бастия, принадлежащая кантону Бастия-3, была переопределена 22 марта 2015 года.

## Население
В таблице приведена динамика численности населения по 2012 год. В 2015 году территория кантона была изменена, а население соответственно возросло до 12 631 человек (население во время переписи 2012 года на территории, определённой в 2015 году).
| 1990 | 1999 | 2006 | 2008 | 2011 | 2012 |
| ---- | ---- | ---- | ---- | ---- | ---- |
| 1606 | 2866 | 3087 | 3904 | 3815 | 4195 |

## Политика
Согласно закону от 17 мая 2013 года избиратели каждого кантона в ходе выборов выбирают двух членов генерального совета департамента разного пола. Они избираются на 6 лет большинством голосов по результату одного или двух туров выборов.
В первом туре кантональных выборов 22 марта 2015 года в кантоне Бастия-3 баллотировались 5 пар кандидатов (явка составила 47,42 %). Во втором туре 29 марта Жозеф Гандолфи и Мари-Клэр Поджи были избраны с поддержкой 51,92 % на 2015—2021 годы. Явка на выборы составила 57,51 %.
| Мандат | Мандат | Кандидаты                            |                | Партия                   | Первый тур | Первый тур     | Второй тур | Второй тур |
| Мандат | Мандат | Кандидаты                            | Кол-во голосов | Партия                   | % голосов  | Кол-во голосов | % голосов  |            |
| ------ | ------ | ------------------------------------ | -------------- | ------------------------ | ---------- | -------------- | ---------- | ---------- |
| 2015   | 2021   | Жозеф Гандолфи и Мари-Клэр Поджи     |                | Беспартийные             | 1099       | 36,41          | 1850       | 51,92      |
| 2015   | 2021   | Жозеф Мартелли и Анн-Мари Пьацентини |                | Радикальная левая партия | 1033       | 34,23          | 1713       | 48,08      |
| 2015   | 2021   | Шанталь Анциани и Марк Серф          |                | Национальный фронт       | 499        | 16,53          |            |            |
| 2015   | 2021   | Жозеф Агостини и Мари-Анж Мораккини  |                | Левый фронт              | 202        | 6,69           |            |            |
| 2015   | 2021   | Рене Андречетти и Куломба Сикурани   |                | Беспартийные             | 185        | 6,13           |            |            |